# Аполлинарий (Вигилянский)
Епископ Аполлинарий (в миру Алексей Фёдорович Вигилянский, при рождении Васильев; около 1795, Владимирская губерния — 10 [22] января 1858) — епископ Русской православной церкви, епископ Чигиринский.

## Биография
Родился около 1795 года в селе Михайлова Сторона Суздальского уезда Владимирской губернии в семье священника.
Окончил Владимирскую духовную семинарию. В 1818 году поступил в Московскую духовную академию, которую окончил в 1822 году со степенью кандидата богословия. Был назначен преподавателем Оренбургской духовной семинарии в Уфе; 23 октября 1824 года пострижен в монашество, 26 октября рукоположён во иеродиакона, 27 декабря — во иеромонаха.
В 1827 году назначен в Уфимский Успенский монастырь настоятелем и 6 декабря того же года возведён в сан архимандрита.
В 1828 году назначен ректором Оренбургской духовной семинарии и в том же году, 24 сентября переведён ректором в Рязанскую духовную семинарию с определением настоятелем Рязанского Спасского монастыря.
В июле 1829 года назначен ректором вновь открытой Олонецкой духовной семинарии.
С 1830 года — настоятель Перемышльского Троицкого Лютикова монастыря Калужской епархии.
С 1834 года — ректор Астраханской духовной семинарии, наставник богословия и настоятель Спасо-Преображенского монастыря. В 1843 году, по прошению, освобождён Св. Синодом от должности наставника богословия и оставлен только ректором семинарии.
В мае 1844 года был вызван в Санкт-Петербург на чреду священнослужения и проповеди.
15 августа 1845 года хиротонисан во епископа Чигиринского, викария Киевской епархии. В связи с тяжкой болезнью митрополита Киевского Филарета (Амфитеатрова) епископ Аполлинарий нередко управлял всеми епархиальными делами.
Скончался 10 (22) января 1858 года. Погребён в Михайловском Златоверхом монастыре, в Екатерининском приделе соборного храма.